# Unleashed in the West
Unleashed in the West - Live In Berlin; 17 Classic Prong Tracks Recorded Live In The Studio – oficjalny bootleg zespołu Prong nagrany na żywo w studiu nagraniowym z udziałem publiczności. Zawiera 17 klasycznych kompozycji zespołu.

## Lista utworów
1. For Dear Live ( T. Victor)
2. Beg To Differ ( T. Victor /  T. Parsons)
3. Unconditional ( T. Victor / T. Gregory)
4. Lost And Found ( T. Victor)
5. Cut Rate ( P. Vincent Raven /  T. Parsons / V. Thomas)
6. Rude Awakening ( P. Vincent Raven /  T. Parsons /  T. Victor)
7. Broken Peace ( T. Victor /  T. Parsons)
8. Another Worldly Device ( T. Victor /  T. Parsons)
9. Power Of The Damager ( T. Victor)
10. Close The Door ( P. Vincent Raven / T. Parsons /  T. Victor)
11. Dark Signs ( P. Vincent Raven / T. Parsons /  T. Victor)
12. Prove Your Wrong ( T. Victor/ T. Gregory)
13. Third From The Sun (H. Creed / D. Edge)
14. Steady Decline ( T. Victor / M. Kirkland)
15. Snap Your Fingers, Snap Your Neck ( T. Victor /  T. Parsons)
16. Whose Fist Is This Anyway? ( T. Victor /  T. Parsons)
17. Irrevelant Thoughts ( T. Victor /  T. Parsons)